# Міура Нарумі
Міура Нарумі (яп. 三浦 成美; нар. 3 липня 1997) — японська футболістка. Вона грала за збірну Японії.

## Клубна кар'єра
У 2016 році дебютувала в «Ніттере Бередза».

## Кар'єра в збірній
Дебютувала у збірній Японії 10 червня 2018 року в поєдинку проти Нової Зеландії. У складі японської збірної учасниця жіночого чемпіонату світу 2019 року. З 2018 рік зіграла 17 матчів в національній збірній.

## Статистика виступів
| Збірна Японії | Збірна Японії | Збірна Японії |
| Рік           | Матчі         | Голи          |
| ------------- | ------------- | ------------- |
| 2018          | 5             | 0             |
| 2019          | 12            | 0             |
| Загалом       | 17            | 0             |